# Fotoaufmaß
Fotoaufmaß ist ein umgangssprachlich aus dem Handwerk geprägter Begriff, der eine einfache Methode der Photogrammetrie zur Bemaßung von Bauteilen und Gebäuden (siehe Bauaufmaß) anhand einer Fotografie sowie von Referenzmaßen beschreibt. 
Es beschreibt das einfachste Verfahren der Einzelbildphotogrammetrie.

## Softwareprodukte
Kommerzielle Softwareprodukte werden zur Bemaßung von Gebäudefassaden, Dächern und Fenstern verwendet. Die Programme verwenden dabei nur einfache Verfahren wie die zentrische Streckung, manche Programme sogar nur die ungeeignete Lineare Interpolation. Für korrekte Bemaßungen müssen das Referenzmaß und das abgegriffene Maß (das Aufmaß) in einer Ebene liegen.

## Einschränkungen
Bisher übliche Softwareprodukte gleichen optische Verzerrungen der Kameralinse nicht aus, weshalb nur eine geringe Messgenauigkeit erreicht werden kann.